# Кортемаджоре
Кортемаджо̀ре (на италиански: Cortemaggiore, на местен диалект Curtmagiùr, Куртъмаджур) е малко градче и община в северна Италия, провинция Пиаченца, регион Емилия-Романя. Разположено е на 48 m надморска височина. Населението на общината е 4552 души (към 2010 г.).